# Königlich Bayerisches 8. Feldartillerie-Regiment „Prinz Heinrich von Preußen“

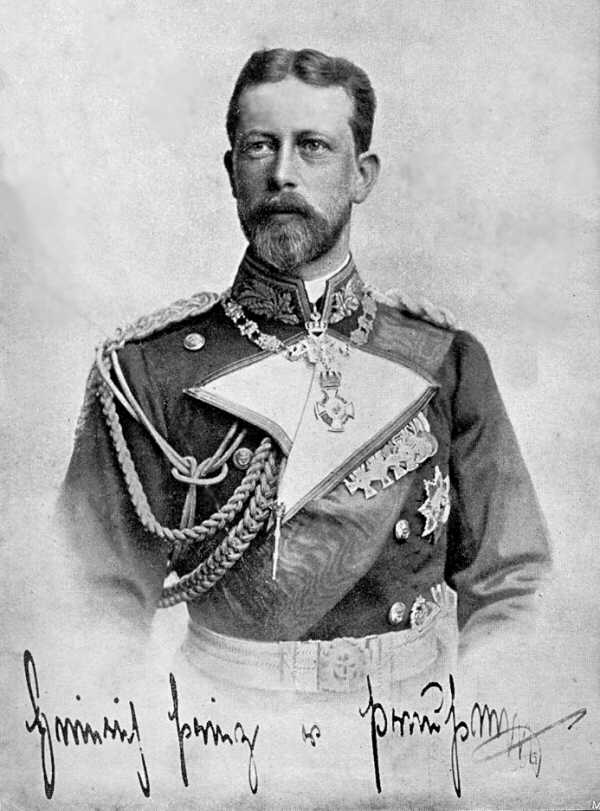
Der Regimentsinhaber Prinz Heinrich von Preußen

Das 8. Feldartillerie-Regiment „Prinz Heinrich von Preußen“ war ein Artillerieregiment der Bayerischen Armee.

## Geschichte
Am 1. Oktober 1900 wurde der Verband aus der III. Abteilung des 2. und zwei neuen Feldhaubitzen-Batterien in Nürnberg gebildet. Es gliederte sich in zwei Abteilungen zu drei Batterien sowie zwei Fahrenden Batterien.
Zusammen mit dem 3. Feldartillerie-Regiment „Königin Mutter“ bildete es seit Oktober 1901 die 6. Feldartillerie-Brigade.

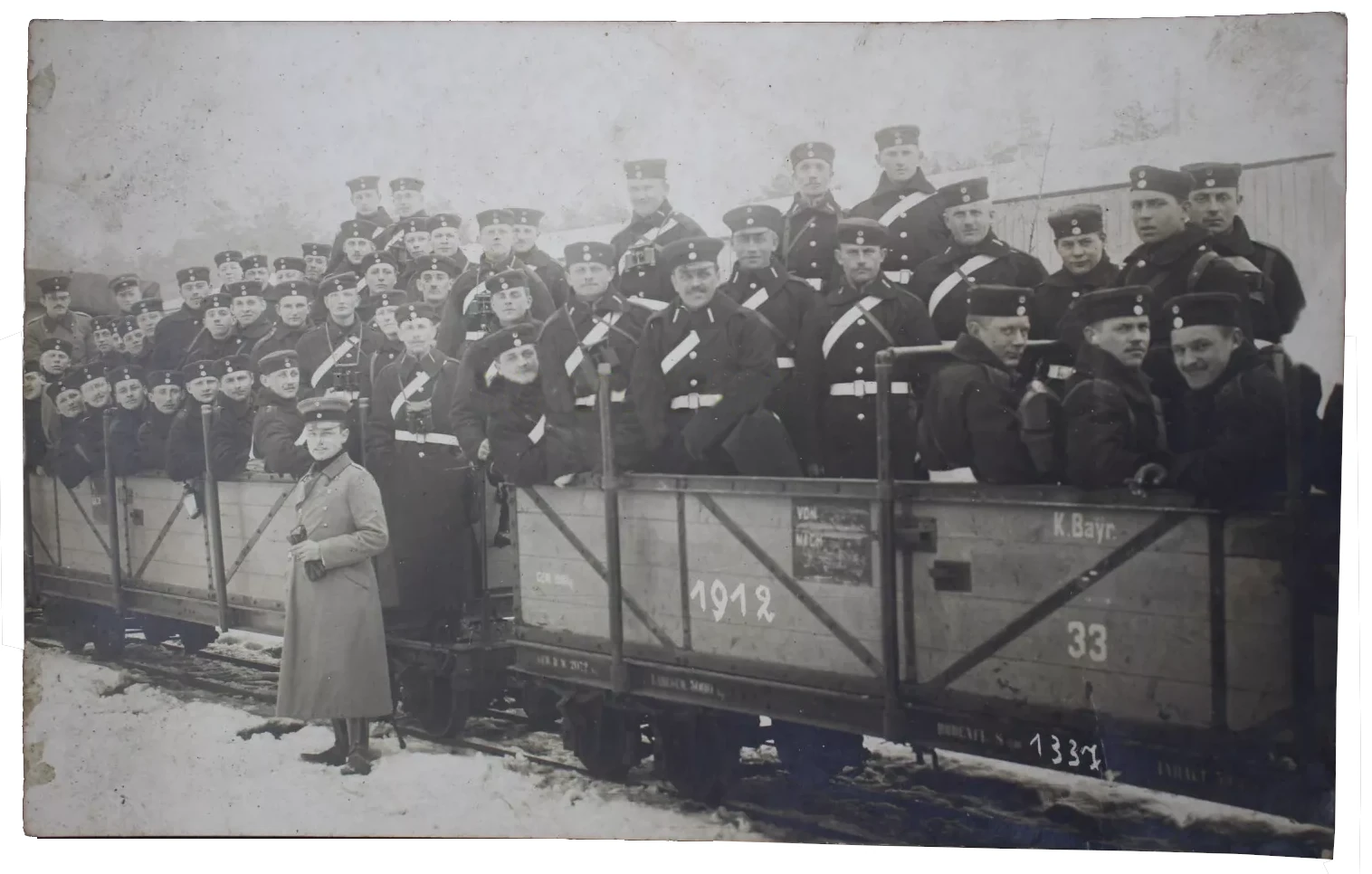
Bayern, 8. Feld-Artillerie-Regiment, K. Bayr. Feldbahnwagen Nr. 33, 1912, Nürnberg

Erster und einziger Regimentsinhaber war ab 15. Juni 1913 der Bruder von Kaiser Wilhelm II., Prinz Heinrich von Preußen. Das Regiment führte ab diesem Zeitpunkt seinen Namen als Zusatz.

### Erster Weltkrieg
Zu Beginn des Ersten Weltkriegs machte das Regiment am 2. August 1914 mobil. Es nahm zunächst an den Grenzgefechten und der Schlacht in Lothringen teil, kämpfte bei Nancy-Épinal und ging ab Mitte September 1914 zwischen Maas und Mosel liegend in den Stellungskrieg über. Von Juli bis August 1916 kam es in der Schlacht um Verdun zum Einsatz. Vor dem Beginn der Schlacht an der Somme wurde das Regiment am 15. September 1916 der 6. Infanterie-Division direkt unterstellt und lag ab 1. Oktober 1916 in Stellungskämpfen in Flandern und im Artois. Gemäß Weisung des Kriegsministeriums vom 28. Januar 1917 wurde der Verband um eine III. Abteilung ergänzt, die ab 15. März 1917 mobil war. Bereits sieben Tage zuvor war das Regiment dem neugebildeten Artilleriekommandeur der 16. Infanterie-Division unterstellt worden. Hier nahm es im April 1917 an der Schlacht von Arras sowie vom 21. März bis 6. April 1918 an der Großen Schlacht in Frankreich teil und war bis Kriegsende in permanenten Abwehrkämpfen verwickelt.

### Verbleib
Nach Kriegsende marschierten die Reste des Regiments in die Garnison zurück, wo sie am 18. Dezember 1918 eintraf, ab 28. Dezember 1918 zunächst demobilisiert und im Februar 1919 schließlich aufgelöst wurde. Aus Teilen bildeten sich verschiedene Freiformationen. So der Artillerie-Stab von Fraunberg, der im Freikorps Regensburg eingesetzt wurde, die Freiwilligen-Batterie Gerstner und die Freiwilligen-Batterie Hirschauer. Aus der ehemaligen 4. Batterie entstand die Volkswehr-Batterie von Axthelm und aus der ehemaligen 6. Batterie die Volkswehr- und Wachbatterie Schleip. Mit der Bildung der Vorläufigen Reichswehr gingen die Einheiten im Reichswehr-Artillerie-Regiments 24 auf.
Die Tradition übernahm in der Reichswehr durch Erlass des Chefs der Heeresleitung General der Infanterie Hans von Seeckt vom 24. August 1921 die 7. Batterie des 7. (Bayerisches) Artillerie-Regiments in Nürnberg. In der Wehrmacht wurde die Tradition durch den Regimentsstab und die III. Abteilung des Artillerieregiments 17 in Nürnberg fortgeführt.

## Kommandeure
| Dienstgrad            | Name                       | Datum                                |
| --------------------- | -------------------------- | ------------------------------------ |
| Oberst                | Karl von Menz              | 1. Oktober 1900 bis 8. März 1904     |
| Oberstleutnant        | Julius Burckart            | 9. März 1904 bis 31. Dezember 1906   |
| Oberstleutnant        | Wilhelm Täubler            | 1. Januar 1907 bis 21. April 1910    |
| Oberstleutnant        | Maximilian von Hellingrath | 22. April 1910 bis 22. Januar 1913   |
| Oberstleutnant/Oberst | Karl von Bomhard           | 23. Januar 1913 bis 5. Dezember 1916 |
| Major z. D.           | Hugo Stöber                | 6. Dezember 1916 bis 5. Februar 1919 |